# 36e armée (Japon)
Pour les articles homonymes, voir 36e armée.
La 36e armée (第36軍, Dai-san-jū-roku gun) est une unité de l'armée impériale japonaise basée dans la préfecture de Saitama tout à la fin de la Seconde Guerre mondiale.

## Histoire
La 36e armée est créée le 21 juillet 1945 et placée sous le contrôle de la 12e armée régionale dans le cadre des tentatives désespérées du Japon d'empêcher une invasion américaine de la région de Kantō durant l'opération Downfall. Elle est basée à Urawa (en) dans la préfecture de Saitama au nord de la zone métropolitaine de Tokyo et d'où elle pourra être utilisée pour renforcer les unités au nord ou au sud de Tokyo si nécessaire.
La  36e armée est principalement composée de réservistes sous-entraînés, d'étudiants conscrits, et de miliciens. Elle est dissoute au moment de la reddition du Japon le 15 août 1945 sans avoir combattu.

## Commandement

### Commandants
|   | Nom                                  | De              | À           |
| - | ------------------------------------ | --------------- | ----------- |
| 1 | Lieutenant-général Toshimichi Uemura | 18 juillet 1944 | 6 août 1945 |

### Chef d'État-major
|   | Nom                                | De               | À                  |
| - | ---------------------------------- | ---------------- | ------------------ |
| 1 | Major-général Masami Ishii         | 18 juillet 1944  | 1er février 1945   |
| 2 | Major-général Shikanosuke Tokunaga | 1er février 1945 | 1er septembre 1945 |